# آرثر ماير
آرثر ماير (بالفرنسية: Arthur Meyer)‏ هو كاتب مسرحي وصحفي فرنسي، ولد في 16 يونيو 1844 في لو هافر في فرنسا، وتوفي في 2 فبراير 1924 في باريس في فرنسا.